# Ampheres
Ampheres is een geslacht van hooiwagens uit de familie Gonyleptidae.
De wetenschappelijke naam Ampheres is voor het eerst geldig gepubliceerd door C.L. Koch in 1839. 

## Soorten
Ampheres omvat de volgende 5 soorten:
- Ampheres fuscopunctatus
- Ampheres leucopheus
- Ampheres luteus
- Ampheres spinipes
- Ampheres tocantinus